# Jacques André Bertrand
Jacques André Bertrand (Annonay, 29 dicembre 1946 – Parigi, 17 aprile 2022) è stato uno scrittore francese.
Ha pubblicato: 
- Tristesse de la Balance et autres signes (Bernard Barrault, 1983, ripubblicato da Julliard nel 2001 con illustrazioni di Martin Veyron);
- Chroniques de la vie continue (Bernard Barrault, 1984);
- Soirées dansantes à l'orphelinat (Bernard Barrault, 1985);
- Le Parapluie du Samouraï (Bernard Barrault, 1987);
- Je voudrais parler au directeur (Bernard Barrault, 1990);
- Higelin Higelin (Bernard Barrault, 1991);
- Le Pas du loup (Julliard, 1995);
- Le sage a dit (Julliard, 1997);
- L'Infini et des poussières (Julliard, 2000, 2001);
- Dernier camps de base avant les sommets (Julliard, 2002);
- L'Angleterre ferme à cinq heures (Julliard, 2003);
- Rappelez moi votre nom (Julliard, 2004);
- La Course du chevau-léger, (Julliard, 2006 - candidato al Premio Murat 2007).